# 俞允
俞允（？—？），又名俞永，字嘉言，松江华亭（今上海）人，明朝官員，进士出身。

## 生平
洪武二十七年（1394年）甲戌科三甲进士。官鲁山縣知縣，有政绩。后入吏部主事，进员外郎。后因事贬任长沙通判。